# ParaDOX
『paradox』（パラドックス）は、1997年7月2日にcutting edgeからリリースされた、相川七瀬2枚目のアルバム。CDコードはCTCR-18002。

## 解説
第12回日本ゴールドディスク大賞「ベスト・ロック・アルバム・オブ・ザ・イヤー」受賞。
ミリオンセラー「恋心」と50万枚の売上を記録した「トラブルメイカー」「Sweet Emotion」の表題曲3曲と、カップリング3曲を含む全11曲。前作Redに続きミリオンセラーを記録。総売上は140万枚超。オリコンアルバムチャート2週連続1位を獲得。
インターネット等で「paraDOX」と表記される事があるが「paradox」が正規。ジャケット・デザインは上下にはみ出る文字pとdが大文字で表示されている（アーティスト表記はaIKawa nanase）。

## 収録曲
作詞・作曲・編曲：織田哲郎（特記以外）
1. CAT on the Street (4:32)
  - 作詞：相川七瀬・織田哲郎

森永『ハイチュウ』CFソング（本人出演）。
2. 天使のように踊らせて (5:10)
  - 作詞：相川七瀬

5thシングル「恋心」カップリング曲。
ミュージック・ビデオも製作。
3. トラブルメイカー (trouble mix) (4:05)
6thシングル。アルバムバージョン。
4. 明けることのない夜 沈むことのない太陽 (5:37)
  - 作曲：上邑博　編曲：上邑博・織田哲郎
5. 鳥になれたら (4:17)
  - 作詞：相川七瀬

6thシングル「トラブルメイカー」のカップリング曲。ベストアルバム『ID』にも収録された。
6. a piece of memory (1:16)
Instrumental。次曲「恋心」のフレーズが使われている。
7. 恋心 (4:00)
5thシングル。相川のシングルで最大の売上を記録。
8. こんなに愛しても (water version) (5:34)
  - 作詞：相川七瀬

7thシングル「Sweet Emotion」のカップリング曲。
アルバムバージョン。
ベスト・アルバム『ID』に新たなミキシングを施したものが収録。
9. Love merry-go-round (5:03)
  - 作詞：相川七瀬・本郷信　作曲：本郷信　編曲：ホリエアキラ・織田哲郎

日産自動車・プリンス店『日産プリンス』CMタイアップ曲（第1弾）。
10. Sweet Emotion (S.V. mix) (5:07)
  - 作詞：相川七瀬・織田哲郎

7thシングル。アルバムバージョン。
11. Two of us (4:46)
  - 作詞：相川七瀬